# DPG Media
DPG Media ist ein privater flämischer Medienkonzern. Er gehört zu den größten Akteuren auf dem niederländischen und belgischen Fernseh- und Printmarkt. Daneben ist DPG Media auch in Dänemark aktiv. Zu dem Konzern gehören die fünf Fernsehsender der VTM Kette, RTL Nederland und renommierte Tageszeitungen, u. a. die dänische Berlingske.
Der Konzern gehört der Familie Van Thillo.

## Geschichte
Die Gründung des Medien-Konzerns geht auf das Jahr 1987 zurück. Die Familie Van Thillo verlegte bereits seit 1973 das Magazin Joepie und seit 1984 Dag Allemaal. 1987 kaufte sie 66 Prozent des flämischen Verlags Hoste NV, der die Zeitung Het Laatste Nieuws und das Magazin Blik im Portfolio hatte. 1990 kaufte die Familie die restlichen Anteile und benannte die Firma in De Persgroep um. Schon 1989 war De Nieuwe Morgen und De Morgen zu dem Konstrukt hinzugekommen.
Im Februar 2015 übernahm DPG Media die Mecom Group mit ihren beiden Beteiligungen Koninklijke Wegener in den Niederlanden und Berlingske Media in Dänemark. Im Jahr darauf wurde das Unternehmen aufgelöst und die Medien vollständig in DPG eingegliedert.
2021 übernahmen DPG Media und die Brüsseler Verlagsgruppe Rossel zusammen RTL Belgien für 250 Millionen Euro. Zuvor hatte DPG Media ein Angebot zum Erwerb von RTL Nederland verpasst gehabt.
Die Medien des Konzerns beschäftigten 2021 5.836 Mitarbeiter.
Die RTL Group kündigte im Dezember 2023 an, RTL Nederland Mitte 2024 an DPG Media zu verkaufen. Am 15. Dezember 2023 berichtete DWDL.de, dass RTL Nederland für 1,1 Milliarden Euro an DPG Media verkauft wurde.

## Reichweite
Nach eigenen Angaben erreicht DPG Media mit seinen Angeboten 2021 jeden Monat 84 Prozent aller Niederländer, nicht viel weniger als Facebook (88 Prozent) und Google (91 Prozent).

## Medien

### Tageszeitungen
- Het Laatste Nieuws
- 7sur7.be
- De Morgen
- De Tijd, Belgien
- L’Echo
- AD
- de Volkskrant
- Trouw
- Het Parool
- BN DeStem
- Brabants Dagblad
- De Gelderlander
- De Stentor
- Eindhovens Dagblad
- PZC
- De Twentsche Courant Tubantia
- Berlingske, dänische Qualitätszeitung
- BT
- Weekendavisen, dänisches Magazin

### Zeitschriften
- Dag Allemaal
- TV Familie
- Goed Gevoel
- Joepie
- Story
- Vitaya
- Humo
- TeVe-Blad

### Fernsehsender (alle in Belgien)
- VTM
- VTM2
- VTM3
- VTMKZOOM
- JIM
- Stievie
- RTL Nederland[10]

### Radio
- Pop FM
- Radio24syv, Dänemark
- Q-music Belgium
- Q-music Netherlands
- JOE fm